# IPhone 14 Pro
iPhone 14 Pro та iPhone 14 Pro Max — смартфони, що розроблені, виробляються та продаються компанією Apple Inc. Це флагманські iPhone 16-го покоління, які прийшли на зміну iPhone 13 Pro та iPhone 13 Pro Max. Пристрої були представлені разом з iPhone 14 та iPhone 14 Plus на презентації Apple в Apple Park в Купертіно, штат Каліфорнія, 7 вересня 2022 року Попередні замовлення на iPhone 14 Pro та 14 Pro Max почали приймати 9 вересня 2022 року та смартфони стали доступними 16 вересня 2022 року.
iPhone 14 Pro та iPhone 14 Pro Max є першими iPhone, які мають новий тип вирізу на дисплеї під назвою Dynamic Island, який замінив виїмку, яка використовувалася з моменту появи iPhone X. Поряд з iPhone 14 моделі iPhone 14 Pro отримали двонапрямне супутникове підключення, щоб зв'язуватися зі службами екстреної допомоги, коли смартфони знаходяться поза зоною дії Wi-Fi та стільникових мереж. Моделі iPhone 14 Pro та iPhone 14 Pro Max (а також iPhone 14 і 14 Plus), які продаються в Сполучених Штатах, не підтримуватимуть фізичні SIM-картки, що робить їх першими моделями iPhone після CDMA-варіанту iPhone 4, які не мають модуля для зчитування дискретних SIM-карток.

## Історія
Згідно з деякими чутками, опублікованими раніше, ніж презентація Apple «Far Out», розробку наступників моделей iPhone 13 Pro почали з використання технології LTPO для функції Always-On Display, покращення мегапіксельної роздільної здатності основної камери з 12 Мп до 48 Мп, і переосмислення дисплея з вирізами (представленого в iPhone X у 2017 році та вужчого розміру, представленого в iPhone 13 та iPhone 13 Pro у 2021 році) на новий тип дисплея з вирізами. Багато прототипних структур вирізаного дисплея включали вужчий розмір вирізу, ніж в iPhone 13, форму «i» та форму таблетки.
iPhone 14 Pro та iPhone 14 Pro Max були офіційно анонсовані разом з iPhone 14, iPhone 14 Plus, Apple Watch Series 8, Apple Watch SE 2-го покоління, Apple Watch Ultra, AirPods Pro 2-го покоління та новим оновленням Apple Fitness+ на віртуальній пресподії, знятій та записаній в Apple Park у Купертіно, штат Каліфорнія, 7 вересня 2022 року. Попередні замовлення почали приймати 9 вересня о 5:00 за північноамериканським тихоокеанським часом. Ціна починається від 999 доларів США за iPhone 14 Pro та 1 099 доларів США за iPhone 14 Pro Max. У продаж iPhone 14 Pro та iPhone 14 Pro Max надійдуть 16 вересня 2022 року.

## Дизайн
iPhone 14 Pro і 14 Pro Max доступні в чотирьох кольорах: сріблястому, космічному чорному, золотистому та темно-фіолетовому. Темно-фіолетовий — новий колір, який замінив «альпійську блакить» в iPhone 13 Pro та iPhone 13 Pro Max, тоді як космічний чорний — це перейменований графітовий колір.
| Колір | Назва            |
| ----- | ---------------- |
|       | Сріблястий       |
|       | Космічний чорний |
|       | Золотистий       |
|       | Темно-фіолетовий |

## Характеристики

### Апаратне забезпечення

#### Акумулятор
Акумулятор iPhone 14 Pro Max забезпечує 29 годин відтворення відео, тоді як варіант Pro забезпечує 24 години відтворення відео.

#### Дисплей
iPhone тепер має дисплей Super Retina Display XDR, максимальна яскравість якого становить 2000 кд/м². Дисплей також має частоту оновлення від 1 Гц до 120 Гц з технологією LTPO (Always-On Display). iPhone 14 Pro має роздільну здатність 2556x1179 пікселів при щільності 460 пікселів на дюйм, тоді як варіант Pro Max має роздільну здатність 2796×1290 пікселів при щільності 460 пікселів на дюйм. Вони мають стійке до відбитків пальців олеофобне покриття з підтримкою відображення кількох мов і символів одночасно. Обидва варіанти також підтримують функцію «завжди на дисплеї».

#### Камера
iPhone 14 Pro і Pro Max оснащені новим 48-мегапіксельним сенсором, найбільшим оновленням сенсора основної камери за 7 років. Він дозволяє використовувати новий 2-кратний телефото режим, який дозволяє 2-кратне збільшення та знімання 4К-відео без цифрового зуму. Apple тепер використовує новий рушій «Photonic Engine» для кращої якості зображення та відео.
Фронтальна камера тепер має автофокус, і на знімку в портретному режимі можна розпізнати кількох людей.

#### Чипсет
iPhone 14 Pro і Pro Max оснащені новою системою на чипі A16 Bionic, яка замінила A15 Bionic, що залишилася в лінійці iPhone 13 і 13 Pro, iPhone SE 3-го покоління та iPhone 14 і 14 Plus.

### Програмне забезпечення
Як і iPhone 14 і 14 Plus, 14 Pro і Pro Max постачатимуться з iOS 16.

#### Динамічний острів
«Динамічний острів» (англ. Dynamic Island) — це переосмислення виїмки вгорі екрану, яка була в попередніх моделях iPhone, починаючи з iPhone X. Він призначений для надання корисної інформації, наприклад, коли AirPods під'єднано або коли пристрій заряджається. Він також показуватиме мініатюру обкладинки альбому з Apple Music, показуватиме, коли здійснюється доступ до Apple Pay або коли ввімкнено режим «Не турбувати». Ці піктограми з'являються як розширення з обох боків датчиків, і завдяки тому, що пікселі збігаються з чорними датчиками, анімація виглядає безшовною. Вхідні дзвінки та секундомір, що працює, з'являються в зоні «Динамічного острову», який розширюється від датчиків. Індикатори Face ID також опускаються з динамічного острова, а не з'являються в центрі дисплея.
«Динамічний острів» також є інтерактивним. Наприклад, якщо хтось хоче перевірити стан батареї AirPods або припинити запис голосу, він може легко зробити це, розширивши «Динамічний острів». Поточні дії, як-от маршрути на Картах або результати спортивних змагань, також можна розгорнути простим дотиком до «Динамічного острову» і утриманням.